# Argo (film)
Pour les articles homonymes, voir Argo.
Pour plus de détails, voir Fiche technique et Distribution.
Argo est un thriller politique américain réalisé par Ben Affleck et sorti en 2012. L'acteur-réalisateur tient également le rôle principal. Le film retrace de façon romancée un fait historique survenu à Téhéran en 1979, le sauvetage de six des otages de l’ambassade américaine durant la Révolution iranienne.
Très bien accueilli par les professionnels du cinéma, il est gratifié de trois Oscars, dont celui du meilleur film, et les critiques sont très élogieuses, en France notamment. Le public est également au rendez-vous : plus d'1,3 million de spectateurs vont le voir dans les salles de l'Hexagone.
Cependant, des voix se sont élevées, au Canada notamment, sur les contre-vérités sur lesquelles repose le film. En effet, celui-ci minimise le rôle de l'ambassade du Canada dans l’exfiltration des otages pour en attribuer tous les mérites à un improbable agent de la CIA hors de contrôle de sa hiérarchie,.

## Synopsis
1979 : Téhéran est plongée dans l'effervescence de la révolution islamique iranienne. L'ambassade américaine est envahie par des émeutiers cautionnés par le régime de Khomeyni, les employés sont retenus prisonniers par les Gardiens de la Révolution qui tentent de s'en servir comme monnaie d'échange pour récupérer et juger le Chah réfugié aux États-Unis (cf. Crise iranienne des otages).
Six diplomates sont parvenus à s'échapper lors de la prise de l'ambassade et se sont réfugiés chez l'ambassadeur du Canada. La CIA charge un de ses agents, Antonio Mendez (Ben Affleck), de les exfiltrer (cf. Subterfuge canadien). Il monte de toutes pièces un simulacre de projet de film de science-fiction, Argo, dans le but de les faire passer pour des membres de l’équipe de tournage venue faire quelques jours de repérages pour le film.
Cependant, la veille du départ du groupe pour les États-Unis, Mendez reçoit l'ordre d’abandonner cette mission car le président Carter a opté pour une intervention armée.

## Fiche technique
- Titre original et français : Argo
- Réalisation : Ben Affleck
- Scénario : Chris Terrio, d'après l'article de presse Escape from Tehran de Joshuah Bearman et The Master of Disguise de Antonio Mendez
- Musique : Alexandre Desplat
- Direction artistique : Peter Borck et Deniz Göktürk
- Décors : Sharon Seymour
- Costumes : Jacqueline West
- Photographie : Rodrigo Prieto
- Montage : William Goldenberg
- Production : George Clooney, Grant Heslov, David Klawans et Ben Affleck

Producteurs délégués : Chris Brigham, Chay Carter, Tim Headington, Graham King, David Klawans et Nina Wolarsky
- Sociétés de production : GK Films et Smokehouse
- Société de distribution : Warner Bros.
- Pays de production :  États-Unis
- Langue originale : anglais
- Format : couleur - 2,35:1 - 35 mm - son Dolby Digital
- Budget : 44 500 000 $
- Genre : thriller, historique, drame biographique
- Durée : 120 minutes, 129 minutes (version longue sortie en vidéo)
- Dates de sortie[5] :
  - Canada : septembre 2012 (festival de Toronto)
  - Canada, États-Unis : 12 octobre 2012
  - Belgique, France, Suisse : 7 novembre 2012

## Distribution
- Ben Affleck (VF : Boris Rehlinger ; VQ : Pierre Auger) : Tony Mendez
- Bryan Cranston (VF : Jean-Louis Faure ; VQ : Jacques Lavallée) : Jack O'Donnell, le supérieur de Tony
- John Goodman (VF : Jacques Frantz ; VQ : Yves Corbeil) : John Chambers
- Alan Arkin (VF : Yves Barsacq ; VQ : Jean-Marie Moncelet) : Lester Siegel
- Kyle Chandler (VF : Emmanuel Curtil ; VQ : Daniel Picard) : Hamilton Jordan
- Tate Donovan (VF : Franck Capillery ; VQ : Benoît Rousseau) : Bob Anders
- Clea DuVall (VF : Marie Donnio ; VQ : Camille Cyr-Desmarais) : Cora Lijek
- Christopher Denham (VF : Alexandre Gillet ; VQ : Philippe Martin) : Mark Lijek
- Rory Cochrane (VF : Tanguy Goasdoué ; VQ : Jean-François Beaupré) : Lee Schatz
- Scoot McNairy (VF : Thierry Bourdon ; VQ : Antoine Durand) : Joe Stafford
- Kerry Bishé (VF : Jessica Barrier ; VQ : Magalie Lépine-Blondeau) : Kathy Stafford
- Victor Garber (VF : Gabriel Le Doze ; VQ : Denis Gravereaux) : Ken Taylor, l'ambassadeur du Canada
- Page Leong (VF : Yumi Fujimori) : Pat Taylor, femme de l'ambassadeur
- Adrienne Barbeau : Nina
- Richard Kind (VF : Patrice Dozier ; VQ : Manuel Tadros) : Max Klein
- Titus Welliver (VF : Pascal Germain ; VQ : Pierre Chagnon) : Jon Bates
- Michael Parks : Jack Kirby
- Željko Ivanek (VF : Hervé Bellon ; VQ : Jean-Luc Montminy) : Robert Pender
- Chris Messina (VF : Alexis Victor ; VQ : Marc-André Bélanger) : Malinov
- Richard Dillane (VF : Jérôme Keen ; VQ : Gilbert Lachance) : Peter Nicholls
- Omid Abtahi (VF : Antoine Nasseri) : Reza Borhani
- J. R. Cacia (VF : Patrick Mancini ; VQ : Alexandre Fortin) : Brice
- Bob Gunton (VF : Georges Claisse ; VQ : Marc Bellier) : Cyrus Vance
- Taylor Schilling : Christine Mendez, la femme de Tony
- Christopher Stanley (en) (VF : Charles Borg) : Tom Ahern
- Keith Szarabajka (VF : Michel Voletti ; VQ : Éric Gaudry) : Adam Engell
- Matt Doherty (VF : Michel Laroussi) : Butler
- Barry Livingston : Bill Hickey
- Tom Lenk : Rodd
- Michael Cassidy : l'analyste de Jordan
- Bill Tangradi (VF : Daniel Lafourcade) : Alan
- Philip Baker Hall (VF : Philippe Ariotti ; VQ : Vincent Davy) : Stansfield Turner, le directeur de la CIA
- Sheila Vand : Sahar

Source et légende : version française (VF) sur RS Doublage et AlloDoublage ; version québécoise (VQ) sur Doublage.qc.ca

## Production

### Genèse et développement
Grant Heslov et George Clooney découvrent un article de presse évoquant le Subterfuge canadien. Les deux partenaires y voient alors l'occasion d'en faire un film. Grant Heslov explique : « Je me suis tout de suite dit qu'il y avait là une matière formidable pour un film, et que j'avais envie de le produire, et George a partagé mon enthousiasme. » George Clooney contacte ensuite Ben Affleck via son ami Matt Damon.
Chris Terrio est chargé d'écrire le scénario d'après l'article How the CIA Used a Fake Sci-Fi Flick to Rescue Americans from Tehran de Joshuah Bearman publié en 2007 dans le magazine Wired.
La participation de Ben Affleck est annoncée en février 2011.
Ben Affleck cite comme influences le travail de Costa-Gavras, ainsi que des films comme Les Hommes du président (1976) d'Alan J. Pakula, Meurtre d'un bookmaker chinois (1976) de John Cassavetes ou encore La Bataille d'Alger (1966) de Gillo Pontecorvo.

### Attribution des rôles
En juin 2011, Alan Arkin rejoint la distribution.
Pour son troisième long métrage comme réalisateur, Ben Affleck offre à nouveau un rôle à Titus Welliver, présent sur les deux précédents.

### Tournage
Le tournage débute à Los Angeles en août 2011. Les prises de vues se déroulent également dans d'autres localités californiennes (Beverly Hills, Ontario, Warner Bros. Studios), ainsi qu'à McLean en Virginie, à Washington, D.C. et à Istanbul,.
La scène dans laquelle Mendez arrive en voiture et entre dans le hall du siège de la CIA a été réellement filmée dans le bâtiment du siège de la CIA en Virginie. Toutes les autres scènes se déroulant à la CIA ont cependant été tournées dans le sous-sol du Times Mirror Square (en) à Los Angeles.

## Sortie et accueil

### Critique
| |  |  |
| Les acteurs Ben Affleck et Bryan Cranston à la première du film au Festival international du film de Toronto 2012. |  |  |

Aux États-Unis
Lors de sa présentation au festival international du film de Toronto 2012, le film recueille des critiques unanimement favorables :
- The Guardian : « Un compte rendu divertissant, bien qu'enjolivé sans vergogne, de l’une des opérations les plus étranges menées par la CIA. »
- The Hollywood Reporter : « Argo est un excellent thriller politique narré avec intelligence, un grand sens du détail et une dose surprenante d'humour barré, pour un film portant un regard sérieux sur la crise des otages iraniens de 1979-1981. »
- Variety : « Riche en adrénaline et moins auto-satisfait qu'il en a l’air, le troisième long métrage étonnamment comique de Ben Affleck a tout ce qu’il faut pour ravir le public adulte. »
- Film.com : « Gloire à Ben Affleck, acteur et réalisateur, pour avoir proposé un film d'action politique vivant et excitant. »

Dès sa sortie en salles, Argo est également acclamé par la critique, qui est très largement favorable, obtenant 96 % d'avis positifs sur le site Rotten Tomatoes, basé sur 253 commentaires collectés et une note moyenne de 8.3⁄10 et un score de 86⁄100 sur le site Metacritic, basé sur 45 commentaires collectés.
France
La critique hexagonale est à l'unisson. Allociné calcule une moyenne de 3,7 sur 5 pour 27 articles recensés. Ceux-ci notent que Ben Affleck a tenu la gageure de réaliser à la fois un film politique (genre souvent austère) et un thriller palpitant. L’hebdomadaire Elle, par exemple, écrit : « Outre l'aspect historique (...) "Argo" est un film qui se regarde comme un thriller avec un suspense qui vous noue l'estomac. » Et Paris Match renchérit : « ”Argo” vous colle au siège. » Seul Pierre Murat de Télérama se déclare « ... navré, tout de même, de voir Ben Affleck (...) réalisateur plutôt doué se faire le héraut de cet héroïsme bêta et suranné. ». Il est le seul, avec le chroniqueur de Libération, à mettre le doigt sur la règle hollywoodienne qui met au centre de la plupart des productions un héros sans peur et sans reproche... même s’il n’existe pas dans la réalité qu’on est supposé relater.

### Box-office
En France Argo se classe 40e au box-office de l'année 2012 avec près d'1,4 million d’entrées dans les salles. Cela représente un peu plus de 9 millions de dollars de recettes pour ses producteurs américains. Aux États-Unis ces derniers empochent 136 millions $ et au niveau mondial près de 283 millions $.
Sorti le 12 octobre 2012 aux États-Unis dans 3 232 salles, Argo démarre à la seconde place du box-office pour le week-end, se positionnant derrière Taken 2, en totalisant 19 458 109 $ de recettes,, pour une moyenne de 6,020 $ par salles,. En première semaine, toujours en seconde position, également derrière Taken 2, Argo a récolté 26 566 489 $,, pour une moyenne de 8,220 $ par salles,. Obtenant 15 salles supplémentaires en second week-end et seconde semaine à l'affiche, Argo reste en seconde position du box-office, la première place étant occupée par Paranormal Activity 4,, en engrangeant 48 425 288 $ de recettes en semaine (6 732 $ par salles),, dont 43 011 964 $ de recettes en week-end (5 065 $ par salles),. Toutefois, il connait une petite baisse de fréquentation de 15,5 % des recettes en week-end, et 17,7 % des recettes en semaine,.
Malgré une baisse de fréquentations assez stable et une perte de 392 salles,, Argo prendra la première place du box-office américain au cours du troisième week-end, avec 60 510 347 $, pour une moyenne de 4,233 $ par salles,. Il reste en tête pour sa troisième semaine, avec 65 651 137 $, pour une moyenne de 6,034 $ par salles,. Le film atteint le cap des 100 millions de $ de recettes en huitième week-end. Après vingt-neuf semaines à l'affiche, Argo termine son exploitation en salles avec 136 024 128 $.
Sorti en France le 7 novembre 2012 dans 343 salles, Argo démarre à la quatrième place du box-office avec 365 701 entrées, se positionnant derrière Skyfall, Astérix et Obélix : Au service de Sa Majesté et Nous York, toutefois, la semaine suivante, ayant obtenu trois salles supplémentaires, le film monte en troisième position avec 245 395 entrées, pour un cumul de 611 096 entrées. Argo parvient à se maintenir dans le top 20 des meilleures entrées au box-office français durant les huit semaines suivantes et ce, de manière consécutive, tout en ayant obtenu une combinaison maximale de 363 salles en cinquième semaine et ayant atteint le million d'entrées durant cette même semaine,. Resté vingt-quatre semaines en salles, le long-métrage a totalisé 1 375 884 entrées.

## Distinctions

### Récompenses
- San Diego Film Critics Society Awards 2012 : meilleur film, meilleure réalisation, meilleur scénario adapté et meilleur montage
- New York Film Critics Online Awards 2012 : meilleure distribution
- Los Angeles Film Critics Association Awards 2012 : meilleur scénario
- St. Louis Film Critics Association Awards 2012 : meilleur film, meilleure réalisation
- Satellite Awards 2012 : meilleure musique de film
- Phoenix Film Critics Society Awards 2012 : meilleur film, meilleur scénario adapté, meilleur montage
- Austin Film Critics Association Awards 2012 : meilleur scénario adapté
- Florida Film Critics Circle Awards 2012 : meilleur film, meilleure réalisation et meilleur scénario adapté
- Southeastern Film Critics Association Awards 2012 : meilleur film, meilleure réalisation et meilleur scénario adapté
- Kansas City Film Critics Circle Awards 2012 : meilleur scénario adapté
- Nevada Film Critics Society Awards 2012 : meilleur film, meilleure réalisation
- African-American Film Critics Association Awards 2012 : meilleure réalisation
- Black Film Critics Circle 2012 : meilleur scénario adapté
- Houston Film Critics Society Awards 2013 : meilleur film, meilleure réalisation
- Online Film Critics Society Awards 2013 : meilleur film, meilleur scénario adapté
- Denver Film Critics Society Awards 2013 : meilleur film, meilleure réalisation
- EDA Awards 2013 : meilleur scénario adapté
- Critics' Choice Movie Awards 2013 :
  - Meilleur film
  - Meilleure réalisation pour Ben Affleck
- Golden Globes 2013 :
  - Meilleur film dramatique
  - Meilleure réalisation pour Ben Affleck
- Producers Guild of America Awards 2013: meilleur producteur de film
- Screen Actors Guild Awards 2013 : meilleure distribution
- Directors Guild of America Awards 2013 : meilleure réalisation de film
- Irish Film and Television Awards 2013 : meilleur film international
- BAFTA Awards 2013 :
  - Meilleur film
  - Meilleure réalisation pour Ben Affleck
  - Meilleur montage pour William Goldenberg
- American Cinema Editors Awards 2013 : meilleur montage d'un film dramatique pour William Goldenberg
- Writers Guild of America Awards 2013 : meilleur scénario
- César du cinéma 2013 : meilleur film étranger
- Oscars du cinéma 2013 :
  - Oscar du meilleur film
  - Oscar du meilleur montage pour William Goldenberg
  - Oscar du meilleur scénario adapté pour Chris Terrio
- Casting Society of America Awards 2013 : meilleure distribution

### Nominations
- Festival international du film de Toronto 2012 : sélection « Gala Presentations »
- David di Donatello 2013 : meilleur film étranger
- Golden Globes 2013 :
  - Meilleur acteur dans un second rôle pour Alan Arkin
  - Meilleur scénario pour Chris Terrio
  - Meilleure musique de film pour Alexandre Desplat
- BAFTA Awards 2013 :
  - Meilleur acteur pour Ben Affleck
  - Meilleur acteur dans un second rôle pour Alan Arkin
  - Meilleur scénario adapté pour Chris Terrio
  - Meilleure musique de film pour Alexandre Desplat
- Oscars du cinéma 2013 :
  - Oscar du meilleur acteur dans un second rôle pour Alan Arkin
  - Oscar du meilleur montage de son
  - Oscar du meilleur mixage de son
  - Oscar de la meilleure musique de film pour Alexandre Desplat

## Version longue
Une version longue (extended cut) est éditée en Blu-ray. Elle est plus longue d'environ 9 minutes.

## Commentaires, controverses et inexactitudes

### Polémique en Iran
Le gouvernement iranien a fortement critiqué le film. En plus de vouloir monter un projet cinématographique opposé, le gouvernement a contacté l'avocate française Isabelle Coutant-Peyre afin de « voir s'il existe des moyens pour que la production spécifiquement anti-iranienne s’arrête ». L'avocate évoque notamment une « falsification historique » et « un cas de dénigrement, d’atteinte à l’honneur et à la considération de l’Etat iranien et de sa population par les producteurs du film », tout en précisant que les autorités iraniennes n'exigent pas le retrait du film, simplement « la diffusion d'un bandeau disant que les faits racontés ne correspondent pas à la réalité ».

### Accusations de fabulation
Selon un reportage de Radio-Canada, des témoins de l'évènement auraient affirmé que le film ne relaterait pas la vraie histoire de cette crise,. Le film serait plutôt une fiction qui placerait de côté la vérité pour raconter une histoire plus glorieuse pour les États-Unis.
« Le film de Ben Affleck est une pure fabulation ! C'est un travestissement de la réalité pour des fins commerciales. » - Guy Gendron.

#### Sur les rôles comparés du Canada et de la CIA
Après l'avant-première au festival du film international de Toronto 2012, de nombreux critiques déclarèrent qu’il glorifiait injustement les rôles de la CIA et minimisait de même celui du gouvernement du Canada (particulièrement celui de son représentant, l’ambassadeur M. Taylor) dans l’opération d’extraction. L’hebdomadaire canadien Maclean's affirma que « le film réécrit l’histoire aux dépens du Canada, faisant d’Hollywood et de la CIA les sauveurs héroïques de la saga alors que Taylor est relégué au rang d’un aimable gardien d’ambassade. » Le texte qui passe à l’écran à la fin du film dit que la CIA a laissé Taylor s’en attribuer le mérite car il avait un but politique ; certains critiques ont interprété que cela laissait entendre qu’il ne méritait pas les louanges qu’il avait reçues.
En réponse à cette critique, Ben Affleck changea ce texte en : « L'implication de la CIA a complété les efforts de l’ambassade canadienne pour libérer les six réfugiés à Téhéran. À ce jour cette histoire se présente comme un modèle durable de coopération internationale entre gouvernements ». Le Toronto Star estima « même cela rend à peine justice au Canada ».

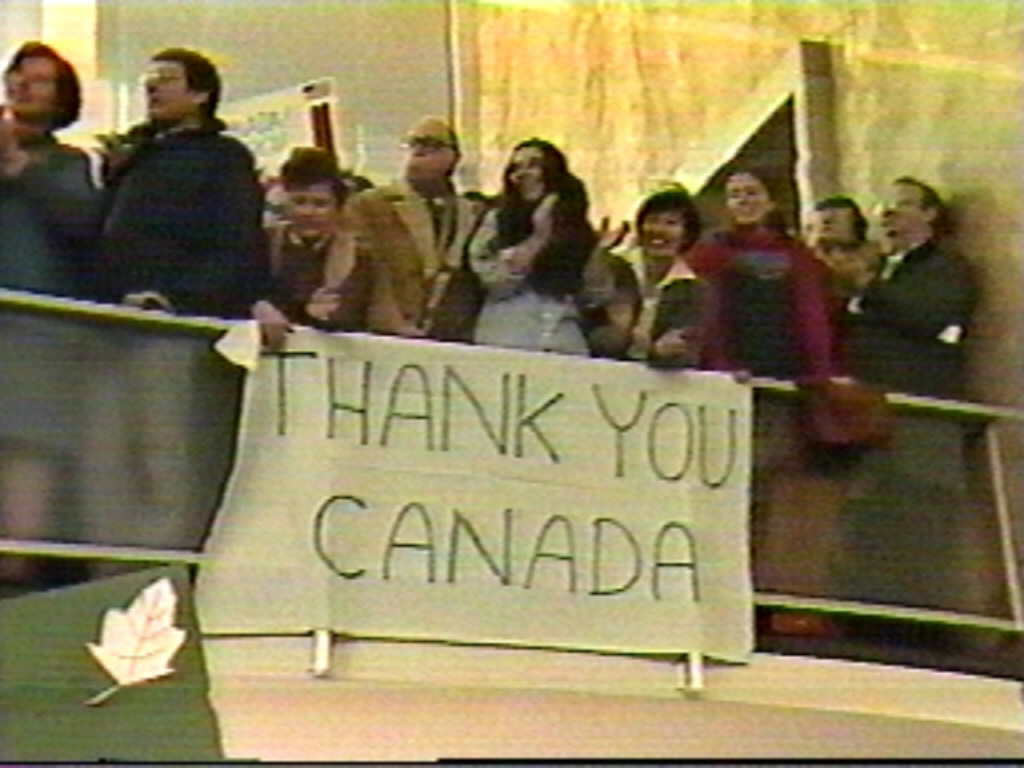
Des Américains accueillant les six diplomates américains de retour aux États-Unis et manifestant leurs remerciements au Canada en 1980

Dans une interview à CNN, l'ancien président des États-Unis Jimmy Carter a relancé la controverse :

« La contribution canadienne aux idées et à la réalisation du plan est de 90 % alors que le film en accorde presque tout le crédit à la CIA américaine ; mis à part ceci, le film est très bon. Mais le personnage joué par Ben Affleck dans le film n'a été que... un jour et demi à Téhéran. Et le héros principal pour moi a été Ken Taylor, l’ambassadeur canadien qui a orchestré l’ensemble. »

Taylor fait remarquer, « En réalité le Canada eut la responsabilité des six otages et la CIA fut un partenaire subalterne. Mais je dois tenir compte que c'est un film et qu’il faut tenir les spectateurs accrochés à leur siège. ». Dans le film, on montre Taylor menaçant de fermer l’ambassade canadienne. Ce ne fut pas le cas et les Canadiens n’ont jamais envisagé d’abandonner les six Américains qui avaient trouvé refuge sous leur protection.
Ben Affleck déclara :

« Du fait que nous disons que c'est basé sur une histoire vraie, nous avons le droit d’enjoliver le drame. Il y a une atmosphère de vérité… Les choses qui sont vraiment importantes pour la vérité y sont ; par exemple les relations entre les États-Unis et le Canada. Les États-Unis se sont dressés collectivement comme une seule nation et ont dit : “Nous vous aimons, nous vous apprécions, nous vous respectons, et nous avons une dette envers vous.”… Il y a des gens qui n’ont pas voulu se mouiller mais les Canadiens l’ont fait. Ils ont dit : “Nous allons risquer notre statut de diplomates, nos vies en hébergeant six américains parce que c’est la bonne chose à faire.” En faisant cela, ils ont sauvé la vie des otages. »

#### Sur les rôles du Royaume-Uni et de la Nouvelle-Zélande
Dès sa sortie en octobre 2012, le film fut critiqué car il suggérait que les ambassades britannique et néo-zélandaise avaient tourné le dos aux réfugiés américains de Téhéran. Or ces ambassades les ont aidés tout comme l'ambassade canadienne. Les Britanniques ont d’abord hébergé les réfugiés américains, mais on a considéré que le lieu n’était pas sûr, et tous les officiels impliqués ont pensé que la résidence de l’ambassadeur canadien était plus indiquée. L’ambassade de Nouvelle-Zélande a pris d’énormes risques : elle s’est préparée à les recevoir et à les cacher pour le cas où ils auraient à changer de refuge, puis emmener les Américains en voiture à l’aéroport quand ils se sont enfuis de Téhéran. Des diplomates britanniques ont aussi aidé d’autres otages américains en plus du groupe des six évadés. L’agent consulaire Bob Anders, joué dans le film par Tate Donovan, déclara : "Ils ont risqué leur vie pour nous. C’était risqué pour nous tous. J’espère que personne en Grande-Bretagne ne sera offensé par ce qui est dit dans le film. Les Britanniques ont été parfaits avec nous et nous leur en serons éternellement reconnaissants."
Sir John Graham, alors ambassadeur britannique en Iran déclara :

« Ma réaction immédiate en écoutant ceci fut de l'indignation. Depuis je me suis calmé, mais je suis toujours bouleversé par le fait que les réalisateurs se soient tellement trompés. Je suis préoccupé car ce récit inexact ne devait pas entrer dans la mythologie des évènements de Téhéran en novembre 1979. »

Le chargé d'affaires britanniques de l’époque à Téhéran déclara que si les Américains avaient été découverts dans l’ambassade britannique, "je peux vous assurer que nous aurions tous été bons pour le grand saut." Martin Williams, le secrétaire de Sir John Graham en Iran à l’époque est celui qui trouva les Américains, ceci après les avoir cherchés dans sa propre voiture, et qui, le premier les abrita chez lui. La séquence du film où une gouvernante est confrontée à un camion transportant des Gardiens de la Révolution à la résidence de l’ambassadeur canadien ressemble de façon frappante à l’histoire de William. Il raconta comment un courageux garde de l’ambassade britannique, Iskander Khan, se retrouva face à des Gardiens de la Révolution fortement armés et les convainquit qu’il n’y avait personne à l’intérieur quand ils tentèrent de fouiller la maison de William pendant un black-out. William déclara ensuite : « Ils sont partis. Les Américains et nous avons eu beaucoup de chance dans notre fuite. » Plus tard, les fuyards ont rejoint la résidence de l’ambassadeur du Canada.
On cite Ben Affleck déclarant au Sunday Telegraph : « J'ai consacré beaucoup de temps et d’efforts à cette séquence car elle présente la Grande Bretagne et la Nouvelle Zélande sous un angle qui n’est pas vraiment honnête. Mais je mettais au point une situation où on devait sentir que ces six personnes n’avaient nulle part ailleurs où aller. Ça ne signifie pas que le rôle de quiconque est minoré. »
Le 12 mars 2013, la Chambre des représentants de Nouvelle-Zélande a condamné moralement Ben Affleck en votant à l'unanimité le texte suivant, proposé par Winston Peters le leader du parti politique Nouvelle-Zélande d'abord, :

« …cette Chambre manifeste sa gratitude aux anciens diplomates de la Nouvelle Zélande Chris Beeby et Richard Sewell pour leur aide aux otages américains à Téhéran pendant la crise de 1979 et exprime des regrets que le réalisateur du film Argo ait fait des coupes qui ont trompé le public à propos de ce qui s'est réellement passé au cours de cette crise, alors qu’en fait, les actions inspirées de nos courageux diplomates ont apporté une aide significative aux otages américains et méritent une remise en place des faits réels et historiques. »

#### La réalité du danger pour le groupe
Dans le film, les diplomates sont confrontés à des regards suspicieux de la part d'Iraniens à chaque fois qu'ils sortent en public et paraissent près d'être attrapés à plusieurs occasions au cours de leur escapade vers la liberté. En réalité, les diplomates n'ont jamais paru être en situation de danger imminent. En fait le groupe devant supporter un examen approfondi pendant qu'ils achetaient leurs billets d'avions, la femme de Taylor a acheté tranquillement sans aucun problème, bien à l'avance, trois séries de billets de trois compagnies différentes.
- Le film montre une dramatique annulation de la mission de dernière minute par l'administration Carter et Mendez déclarant qu'il poursuivra cette mission. Carter a différé son autorisation de seulement 30 minutes, et ce fut avant que Mendez ait quitté l'Europe pour l'Iran.
- Le film dépeint une situation tendue quand le groupe essaie d'embarquer dans l’avion alors que leurs identités sont presque découvertes. Il n’y eut pas de confrontation de ce genre à la porte d’embarquement avec les responsables de la sécurité.
- Le film montre une course poursuite au moment où l'avion décolle ; cela n’a pas eu lieu. Mark Lijek en fit cette description : « Heureusement pour nous, il y avait très peu de Gardiens de la Révolution dans cette zone. C’est pour cette raison que nous avions opté pour un vol à 5 h 30 du matin ; même eux n’avaient pas assez de zèle pour y être si tôt. La vérité est que les officiers de l’immigration ne nous regardèrent à peine et que nous avons été contrôlés comme tout le monde. Nous sommes montés à bord du vol pour Zurich puis nous avons été emmenés à la résidence de l’ambassadeur des États-Unis à Berne. Ça a été aussi simple que ça. »

#### Autres inexactitudes ou controverses
Le film comporte d'autres inexactitudes historiques :
- Le scénario montre les évadés – Mark et Cora Lijek, Bob Anders, Lee Schatz, et Joe Cathy Stafford – s'installant à l’étroit dans une cohabitation forcée à la résidence de l’ambassadeur canadien Ken Taylor. En fait, après quelques nuits, le groupe s’est séparé entre la maison de Taylor et celle d’un autre officiel canadien, John Sheardown.
- Mark Lijek déclara : « C'est faux d’avoir montré que nous ne pouvions jamais sortir. La maison de John Sheardown avait une cour intérieure avec un jardin et nous pouvions y marcher librement ».
- Le rôle important du producteur de cinéma Lester Siegel joué par Alan Arkin est totalement fictif.
- En montrant l'effort frénétique du quartier général de la CIA, à Langley, pour obtenir du président Jimmy Carter qu’il ré-autorise la mission de telle sorte que les billets d’avions déjà achetés soient toujours valables, un cadre de la CIA est montré entrant en communication avec l’opérateur téléphonique de la Maison-Blanche pour pouvoir parler au chef du cabinet Hamilton Jordan et se faisant passer pour un représentant de l’école où va le fils de Jordan. En fait, Jordan était célibataire et n’avait pas d’enfants à cette époque.
- Le film montre Mendez découvrant le script avec le titre Argo, en fait le script avait pour titre Lord of Light adapté du livre de Roger Zelazny. C'est la CIA qui en changea le titre en Argo.
- Le dessinateur de bandes dessinées Jack Kirby n'a pas illustré le scénario pour le film proposé par la CIA. Il l’a fait pour une tentative de production de Lord of Light quelques années avant la prise d’otages en Iran.
- On montre le panneau Hollywood en ruines comme il l'a été au début des années 1970. Il a été réparé en 1978, deux ans avant les événements décrits dans le film.
- On voit un drapeau de l'actuelle République démocratique du Congo de l’une des fenêtres du quartier général de la CIA. En 1979/1980 ce pays s'appelait le Zaïre et avait un drapeau complètement différent.
- Le groupe de Mendez et des otages a pris un vol de la Swissair pour quitter Téhéran, on les voit prendre un Boeing 747, avec l'immatriculation fictive HB-ISO. Swissair avait un avion avec cette immatriculation mais qui en fait correspondait à un McDonnell Douglas DC-9-51.

#### Controverse sur le casting
Des Hispano-Américains et des critiques de cinéma ont reproché le choix de Ben Affleck pour le rôle de Mendez qui a des ancêtres mexicains du côté de son père. L'acteur et metteur en scène mexicano-américain Edward James Olmos ajoute qu'Affleck jouant Mendez est une « erreur » et que l’acteur « n'avait pas le sens de la culture du personnage qu’il jouait ».
Cependant, Mendez déclara qu'il ne voyait pas de souci avec le casting et précisa qu’il ne s’identifiait pas comme hispano-américain.